# Lamont, Florida
Lamont är en ort i Jefferson County i delstaten Florida, USA.